# Lemme de Levi
Le lemme de Levi est un résultat d'informatique théorique et de combinatoire des mots. 

## Énoncé
L'énoncé est le suivant :
Lemme de Levi — Soient {\displaystyle x}, {\displaystyle y}, {\displaystyle x'}, {\displaystyle y'} des mots. Si {\displaystyle xy=x'y'}, alors il existe un mot {\displaystyle z} tel que l'on est dans l'un des deux cas suivants :
- ou bien  {\displaystyle x=x'z}, {\displaystyle y'=zy} (si {\displaystyle |x|\geq |x'|}) ;
- ou bien  {\displaystyle x'=xz}, {\displaystyle y=zy'} (si {\displaystyle |x|\leq |x'|});

où l'on note {\displaystyle |x|} la longueur du mot {\displaystyle x}.

## Exemple
Soit les mots anti, constitutionnellement, anticonstitutionnel et  lement.
anti . constitutionnellement = anticonstitutionnel . lement, et de plus | anti |{\displaystyle \leq }| anticonstitutionnel |

Il existe bien le mot constitutionnel tel que anticonstitutionnel = anti . constitutionnel et constitutionnellement = constitutionnel . lement

## Démonstration
Posons 
{\displaystyle w=xy=x'y'=a_{1}a_{2}\cdots a_{n}},
où les {\displaystyle a_{k}} sont des lettres. Soit {\displaystyle i} l'entier tel que 
{\displaystyle x=a_{1}a_{2}\cdots a_{i},y=a_{i+1}\cdots a_{n}},
et de même soit {\displaystyle j} l'entier tel que 
{\displaystyle x'=a_{1}a_{2}\cdots a_{j},y'=a_{j+1}\cdots a_{n}}.
Si {\displaystyle |x|\leq |x'|}, alors {\displaystyle i\leq j} et on a {\displaystyle x'=xz}, {\displaystyle y=zy'} avec
{\displaystyle z=a_{i+1}\cdots a_{j}}.
Si au contraire {\displaystyle |x|\geq |x'|}, alors {\displaystyle i\geq j} et on a {\displaystyle x=x'z}, {\displaystyle y'=zy} avec 
{\displaystyle z=a_{j+1}\cdots a_{i}}.

## Extensions

### Monoïde équidivisible et gradué
L'ensemble des mots sur un alphabet donné, muni de la relation de concaténation, forment un monoïde. Le lemme de Levi peut s'appliquer à d'autres exemples de cette structure algébrique.  
Un monoïde dans lequel le lemme de Levi est vérifié est appelé équidivisible,. L'équidivisibilité ne garantit pas la liberté d'un monoïde. Mais on a la propriété que voici :

Un monoïde {\displaystyle M} est libre si et seulement s'il est équidivisible et si, de plus, il existe un morphisme {\displaystyle \lambda } de {\displaystyle M} dans le monoïde additif des entiers naturels tel que {\displaystyle \lambda ^{-1}(0)=\{1\}}.
Un monoïde qui possède un morphisme {\displaystyle \lambda } avec la propriété indiquée est appelé gradué, et {\displaystyle \lambda } est une graduation. Ainsi, un monoïde est libre si et seulement s'il est équidivisible et gradué.

### Autre extensions
Il existe des lemmes à la Levi dans d'autres contextes, par exemple en théorie des graphes, mais aussi dans des classes particulières de monoïdes comme les monoïdes de traces.

## Équations entre mots
Le lemme de Levi est l'ingrédient de base pour résoudre des équations entre mots. Dans ce contexte, l'application du lemme de Levi est appelé transformation de Nielsen, par analogie avec la 
transformation de Nielsen dans les groupes. Par exemple, si l’on cherche à résoudre l'équation
{\displaystyle xu=yv}
où {\displaystyle x} et {\displaystyle y} sont des mots inconnus, on peut la transformer en supposant par exemple que {\displaystyle |x|\geq |y|}. Dans ce cas, le lemme de Levi dit qu'il existe un mot {\displaystyle z} tel que {\displaystyle x=yz}, l'équation devient {\displaystyle yzu=yv}, soit {\displaystyle zu=v}. Cette approche produit, de proche en proche, un graphe qui, lorsqu'il est fini, permet de trouver les solutions de l'équation. Une méthode générale de solution a été donnée par Makanin. Cette méthode a été grandement améliorée depuis.

## Historique
Le lemme porte le nom de Friedrich Wilhelm Levi qui le publia en 1944.